# قوردریک سفلی
قوردریک سفلی، روستایی از توابع بخش فیرورق در شهرستان خوی در استان آذربایجان غربی در ایران است.
روستای قوردیک سفلی در 32 کیلومتری شهرستان خوی قرار دارد.

## جمعیت
این روستا در دهستان سکمن‌آباد قرار داشته و بر اساس سرشماری سال ۱۳۸۵ جمعیت آن ۳۵۴ نفر (۸۰ خانوار)
بوده است.